# Gmina Miejska Górka
Die Miejska Górka ist eine Stadt-und-Land-Gemeinde im Powiat Rawicki der Woiwodschaft Großpolen in Polen. Ihr Sitz ist die gleichnamige Stadt (deutsch Görchen) mit etwa 3200 Einwohnern.

## Geographie

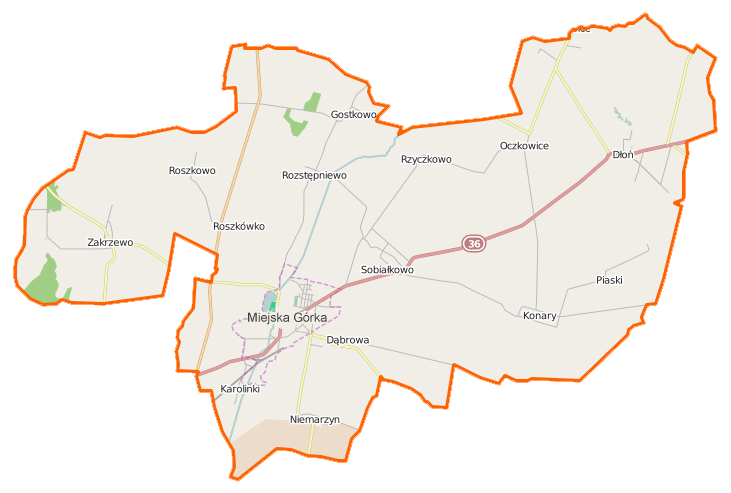
Karte der Gemeinde

Die Gemeinde liegt im Süden der Woiwodschaft. Die Woiwodschaft Niederschlesien ist etwa sechs Kilometer entfernt. Die Woiwodschafts-Hauptstadt Posen liegt etwa 80 Kilometer nördlich, Leszno (Lissa) etwa 30 Kilometer nordwestlich, Breslau 60 Kilometer südlich und die Kreisstadt Rawicz (Rawitsch) fünf Kilometer südwestlich. Nachbargemeinden sind die Gemeinden Poniec, Krobia und Pępowo im Norden, Jutrosin im Osten, Pakosław im Süden, Rawicz im Südwesten sowie Bojanowo im Nordwesten.
Zu den Fließgewässern gehört die 40 Kilometer lange Dąbroczna, ein Nebenfluss der Orla (Horle).
Die Gemeinde hat eine Fläche von 103,6 km², von der 88 Prozent landwirtschaftlich genutzt werden. Nur 18,83 Hektar sind bewaldet.

## Geschichte
Das heutige Gemeindegebiet gehörte unterbrochen durch die deutsche Besatzungszeit im Zweiten Weltkrieg von 1919 bis 1975 zur Woiwodschaft Posen mit unterschiedlichem Zuschnitt. – Die deutsche Minderheit wurde nach dem Weltkrieg vertrieben.
Die Landgemeinde Miejska Górka wurde 1954 aufgelöst und wiederholt in verschiedene Gromadas umgewandelt. Aus diesen wurde die Landgemeinde am 1. Januar 1973 neu gebildet. Von 1975 bis 1998 gehörte das Gemeindegebiet zur Woiwodschaft Leszno. Der Powiat wurde in dieser Zeit aufgelöst. Stadt- und Landgemeinde Miejska Górka wurden 1990/1991 zur Stadt-und-Land-Gemeinde zusammengelegt. Diese gehört seit 1999 zur Woiwodschaft Großpolen und zum wieder eingerichteten Powiat Rawicki.

## Gliederung
Zur Stadt-und-Land-Gemeinde (gmina miejsko-wiejska) Miejska Górka mit 30.299 Einwohnern (Stand 31. Dezember 2020) gehören die Stadt selbst und 18 Dörfer (deutsche Namen, amtlich bis 1945) mit 17 Schulzenämtern (sołectwa):
- Dąbrowa (382)
- Dłoń (618)
- Gostkowo (378, Gostkowo)
- Karolinki (257, Chocicza)
- Kołaczkowice (307)
- Konary (1183, Konary, auch Korngut)
- Niemarzyn (411, Niemarzyn)
- Oczkowice (250, Oczkowice)
- Piaski-Zalesie (150 & 21)
- Roszkowo (266, Roszkowo)
- Roszkówko (138, Roszkowko)
- Rozstępniewo (233)
- Rzyczkowo (134, Rzyczkowo)
- Sobiałkowo (862)
- Topólka (62)
- Woszczkowo (108, Woszczkowo)
- Zakrzewo (284, Zakrzewo, 1939–1945 Buschdorf)

Kleinere Ortschaften der Gemeinde sind Annopol (0), Jagodnia (7), Melanowo (37) und Zmysłowo (46).

## Denkmalgeschützte Sehenswürdigkeiten (Auswahl)
In den Orten der Gemeinde stehen unter anderem unter Denkmalschutz:
- Schloss in Dłoń (1910),[6] chinesischer Pavillon, Nebengebäude, Park und Gutsgebäude, 19.–20. Jahrhundert[7]
- Kirche St. Nikolaus (1609)[8] in Miejska Górka mit Friedhof[9]
- Windmühle in Miejska Górka, 1772[10]
- Holzkirche in Zakrzewo, 1728.[11]

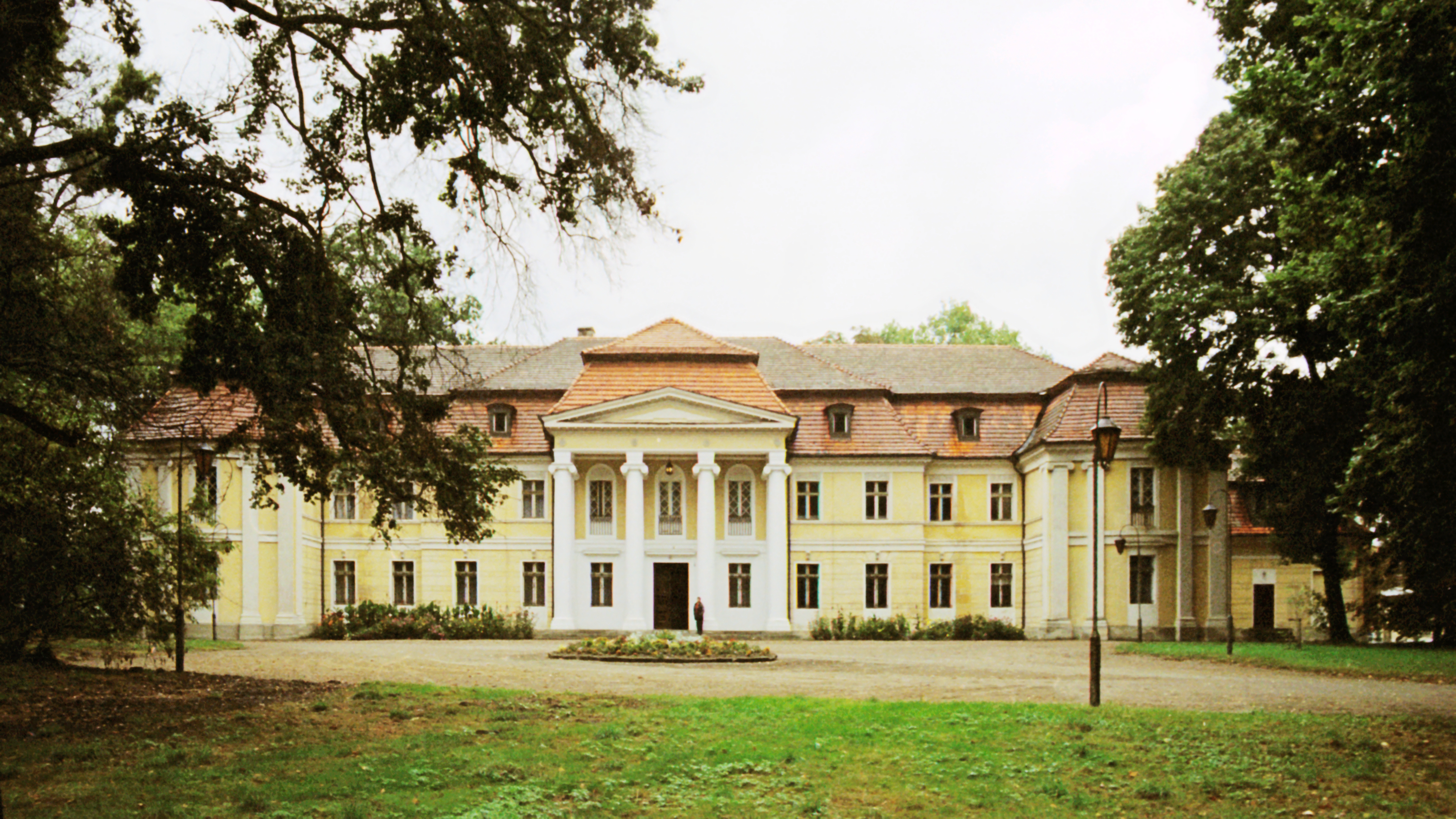
Schloss in Dłoń
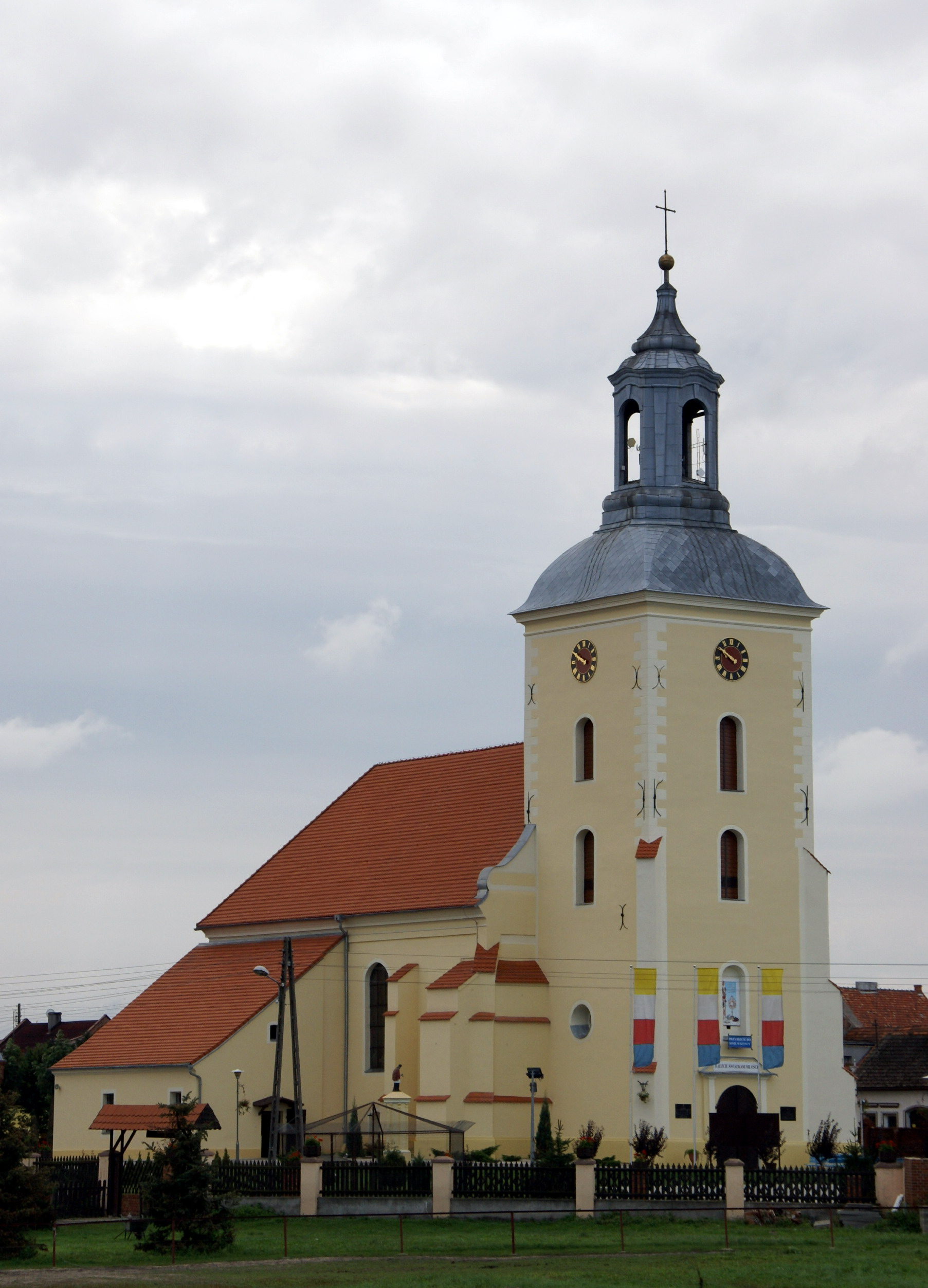
Kirche in Miejska Górka
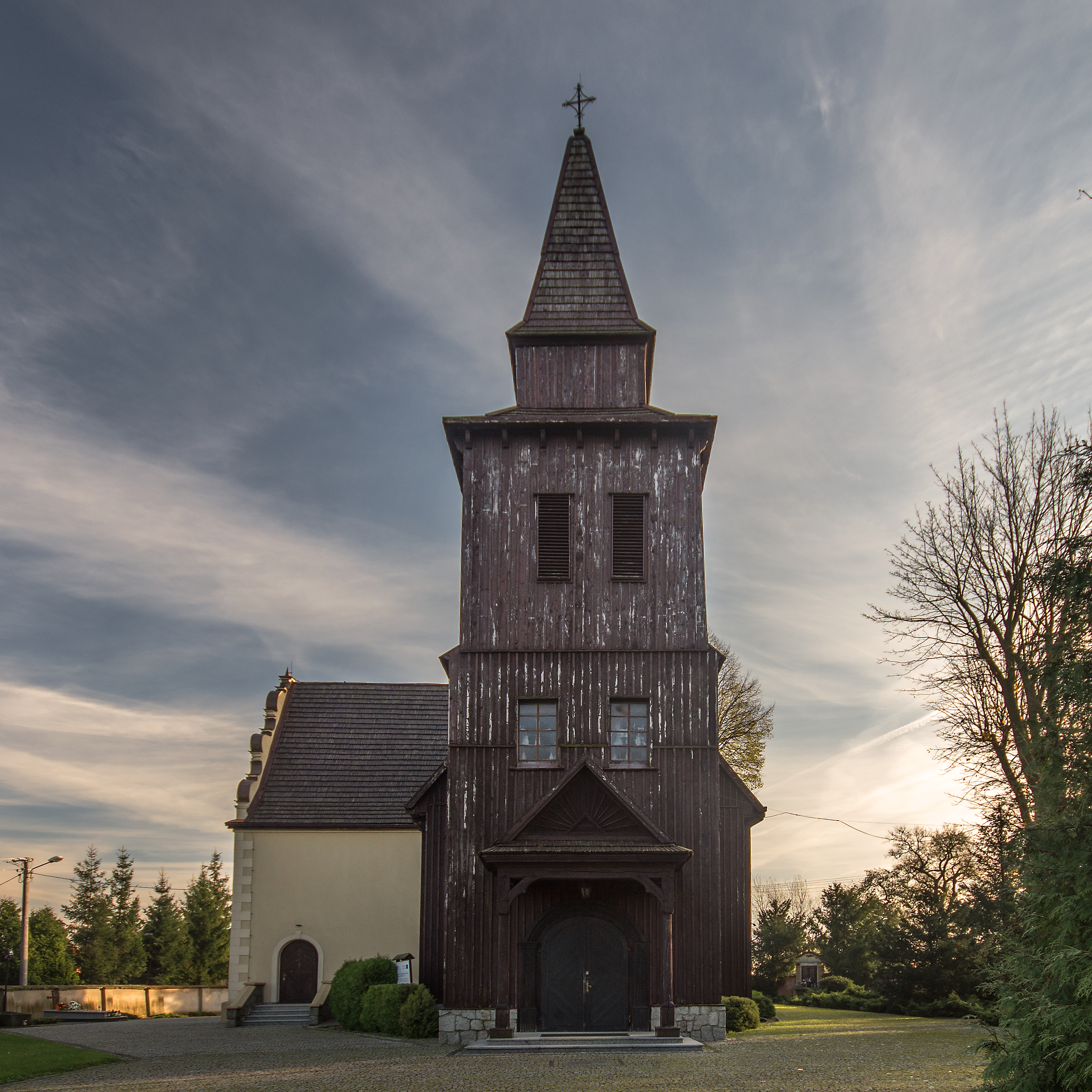
Holzkirche in Zakrzewo
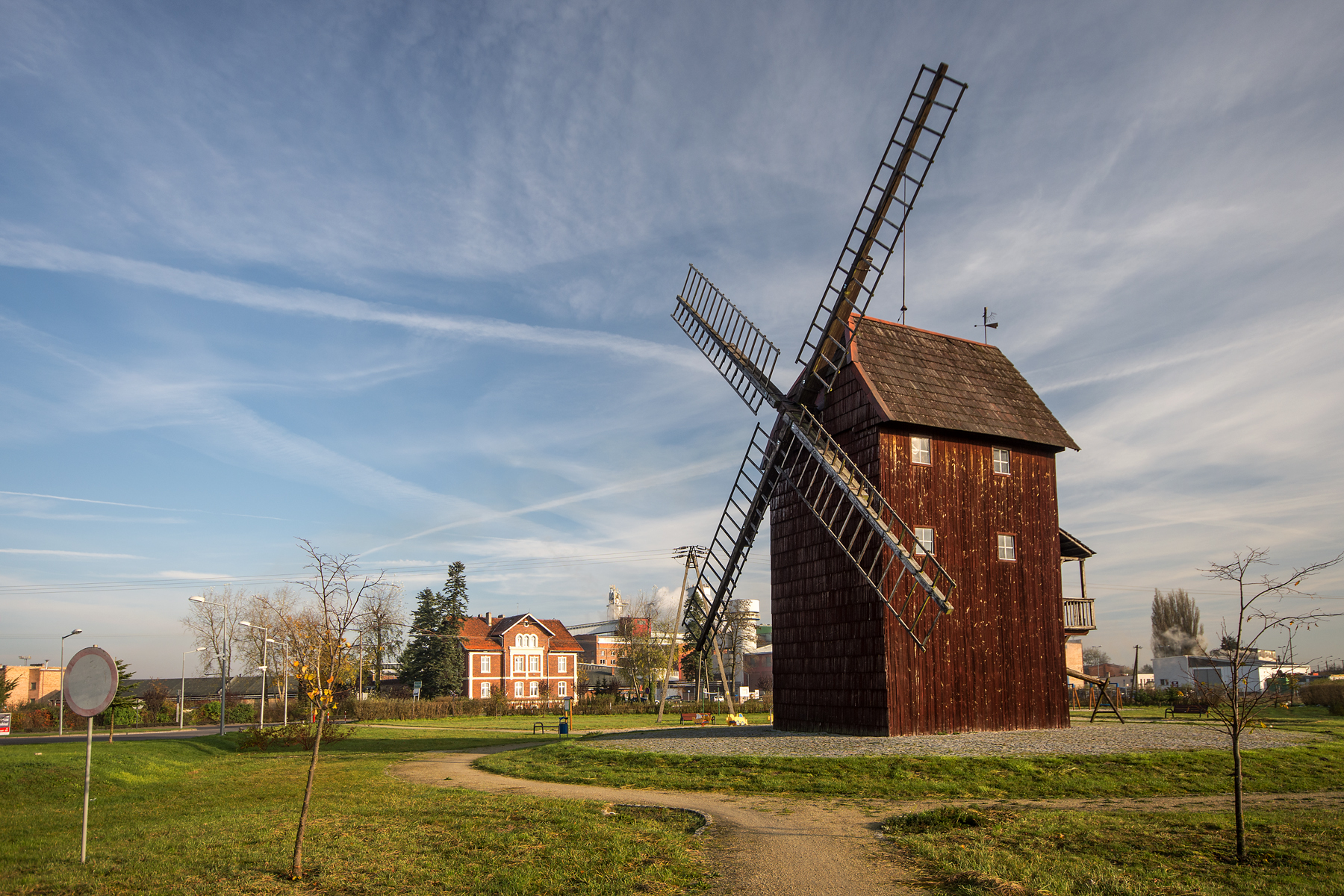
Windmühle in Miejska Górka

## Verkehr
Die Landesstraße DK36 führt von Lubin (Lüben) im Westen über Rawicz (Rawitsch) und Miejska Górka nach Ostrów Wielkopolski (Ostrowo) im Osten. Die Woiwodschaftsstraße DW434 führt von Rawicz (Rawitsch) über Jagodnia und Roszkówko nach Kleszczewo (Wilhelmshorst). 
Der nächste Fernbahnhof befindet sich in der Kreisstadt Rawicz an der Bahnstrecke von Posen nach Breslau.
Der nächste internationale Flughafen ist Breslau.